# Muren (bog)
 For alternative betydninger, se Muren. (Se også artikler, som begynder med Muren)
Muren på fransk:  "Le Mur" er en novellesamling af Jean-Paul Sartre. Den er udgivet i 1939 og var dediceret til hans veninde Olga Kozakievcz. Muren indeholder fem noveller, hvoraf novellen "Muren" har været den mest indflydelsesrige for eksistentialismen.
- Muren handler om en mand, der er dømt til døden under den spanske borgerkrig.

- Rummet er om en kvinde, hvis mand bliver sindssyg. Hun nægter at sende ham til sindssygehospitalet.
- Erostratus  handler om en misantrop, der ved hjælp af en pistol får evnen til at omgås mennesker. Godt nok ændrer pistolen hans natur, men konklusionen er at den indre mand ikke kan forandres.

Endvidere indeholder den novellerne Intimitet og En leders barndom.